# Bison Dele
Bison Dele (Brian Carson Williams: Fresno, 6 de abril de 1969 — Taiti, 7 de julho de 2002) foi um jogador norte-americano de basquete profissional que atuou na  National Basketball Association (NBA). Foi o número 10 do Draft de 1991.
Bison Dele foi campeão da Temporada da NBA de 1996-97 jogando pelo Chicago Bulls.